# Samuel Noah Kramer
Samuel Noah Kramer (Kiev, 28 de septiembre de 1897 – Estados Unidos, 26 de noviembre de 1990) fue una de las principales autoridades en asiriología, historia de Sumeria y lengua sumeria.
Hijo de Benjamin y Yetta Kramer. En 1905, como resultado de un pogromo antisemita, emigró con su familia a Filadelfia, donde su padre estableció una escuela hebrea. Tras graduarse y obtener un grado de bachelor intentó varias ocupaciones, entre ellas la enseñanza en la escuela de su padre, antes de convertirse en escritor y hombre de negocios, pues hasta los treinta años aún no tenía un oficio definitivo; para lo cual recurrió a sus conocimientos de hebreo.

Evolución del carácter SAG (cabeza) entre los años 3000 y 1000 antes de Cristo, según Samuel Noah Kramer.

Entró en el Dropsie College de Filadelfia para la enseñanza del hebreo y lenguas afines, donde se interesó apasionadamente por la egiptología. Se trasladó al Departamento de Estudios Orientales de la Universidad de Pensilvania, donde trabajó con Ephraim Avigdor Speiser. Speiser estaba intentando descifrar la escritura cuneiforme de las tablillas de arcilla de finales de la Edad del Bronce (hacia 1300 antes de Cristo); fue entonces cuando Kramer comenzó la tarea que le ocupó el resto de su vida. Obtuvo su doctorado en 1929; la fama le llegó gracias a su recopilación de historias sencillas tal como aparecían en las tablillas sumerias, repartidas entre diferentes instituciones por todo el mundo, en su obra de divulgación La historia empieza en Sumer (History Begins at Sumer: Thirty-Nine "Firsts" in Recorded History, 1956). Se retiró de la vida académica en 1968, pero continuó con una vida muy activa durante su jubilación.